# Венедиктов, Анатолий Васильевич
Анато́лий Васи́льевич Венеди́ктов (30 июня [12 июля] 1887, Зирган, Уфимская губерния — 9 августа 1959, Ленинград, СССР) — советский правовед, академик АН СССР (1958), кандидат экономических наук, доктор юридических наук, профессор, декан юридического факультета Ленинградского государственного университета, заслуженный деятель науки РСФСР. Лауреат Сталинской премии 2-й степени (1949).

## Биография
Родился 18 (30) июня 1887 года в селе Зирган (ныне Башкортостан) в семье земского врача. В 1905 году окончил Уфимскую гимназию. Вступил в местную организацию РСДРП(б), занимался агитацией, за что привлекался к ответственности, но отошёл от политики после поражения Революции 1905—1907 годов.
В 1910 году А. В. Венедиктов окончил Санкт-Петербургский политехнический институт по экономическому отделению, в 1912 году — юридический факультет Санкт-Петербургского университета. В 1910—1913 годах преподавал в коммерческих училищах Петербурга законоведение и торговое право. В 1912 году защитил диссертацию на тему «Слияние акционерных компаний» в Политехническом институте, получил звание кандидата экономических наук и был оставлен при кафедре торгового права для подготовки к профессорской деятельности. В этих же целях Венедиктов дважды был командирован для научных занятий за границу, где работал в семинарах по гражданскому и торговому праву, по римскому праву и папирологии: в 1912 году в Берлине и Гейдельберге, в 1913—1914 годах — в Гёттингене, Мюнхене, Лозанне.
В 1916—1917 годах преподавал курс гражданского права на Высших коммерческих курсах, одновременно служил в Министерстве торговли и промышленности, осенью 1917 года стал юрисконсультом Главного экономического комитета и чиновником для особых поручений V класса.
В 1918—1919 годах профессор, заведующий кафедрой промышленного права Ярославского университета. С сентября 1919 года преподавал в Петроградском политехническом институте. С 1929 года был профессором Ленинградского госуниверситета (ЛГУ). В 1939—1942 годах заведовал кафедрой в Плановом институте. В 1944 году при воссоздании под его руководством после 14-летнего перерыва юридического факультета ЛГУ был назначен деканом (до 1949 года) и заведующим кафедрой гражданского права (до 1954 года).
А. В. Венедиктов вёл научную работу не только в высших учебных заведениях, но и в различных научно-исследовательских институтах Наркомфина (1919—1927), в Институте советского строительства и права Коммунистической Академии, преобразованном затем в Институт права Академии наук СССР (1928—1937, 1947—1954, 1958—1959) и во Всесоюзном институте юридических наук (1943—1946).
Занимался подготовкой Гражданского кодекса СССР в должности председателя подкомиссии при Комиссии законодательных предположений Совета Союза Верховного Совета СССР. Был членом редакционных коллегий «Известий АН СССР», «Правоведения», «Вестника Ленинградского университета».
В 1958 году избран действительным членом АН СССР. Почётный доктор права Варшавского университета.
Скончался 9 августа 1959 года. Похоронен на Серафимовском кладбище в Санкт-Петербурге.

## Награды и премии
- заслуженный деятель науки РСФСР (28.12.1942)
- Сталинская премия
- орден Ленина

## Творчество
Перу А. В. Венедиктова принадлежат свыше 230 работ. Библиография трудов А. В. Венедиктова за период с 1913 по 1957 годы опубликована в сборнике «Очерки по гражданскому праву» (Л., 1957).
В 1949 году книга Венедиктова «Государственная социалистическая собственность» была удостоена Сталинской премии, она была переведена на языки государств, входящих в социалистический лагерь.

## Основные работы
- Слияние акционерных компаний. — Петроград: Петроградский Политехнический Институт Императора Петра Великого, 1914. — Т. 15. — 371 с. — (Труды студентов экономического отделения Петроградского Политехнического Института Императора Петра Великого).
- Война, рост цен и старые контракты // Очередные вопросы финансовой и экономической политики. — 1917. Вып. 2 . — Пг.: Издание редакции «Вестника финансов». — 40 с.
- Кодификация кредитного и валютного законодательства. — М. : Типография «Шестой Октябрь», 1924. −26 с.
- Основные проблемы банкового законодательства : К проекту Кредитного устава СССР / НКФ СССР. Институт экономических исследований. — М. : Фин. изд-во НКФ СССР, 1925. — 27 с.
- Договорная дисциплина в промышленности / Ленинградское отделение Коммунистической академии; Институт советского строительства и права. — Л. : Изд-во Леноблисполкома и Ленсовета, 1935. — 212 с.
- Об основных проблемах советского гражданского права // Вестник Ленинградского университета. — 1947. — № 11. — С. 99—123.
- Производственное предприятие при двух- и трехзвенной системе управления промышленностью : Отдельный оттиск из сборника «Записки планового института». Выпуск VI. — 1947. — с. 3 — 56.
- Государственная социалистическая собственность / Отв. ред. В. К. Райхер. — М.: Изд-во АН СССР, 1948. — 839 с.
- Вопросы социалистической собственности в трудах Иосифа Виссарионовича Сталина // Советское государство и право. 1949. № 12.
- Венедиктов, А. В., Догадов, В. М. Ленинско-сталинское учение о социалистической организации труда // Вестник Ленинградского университета. — 1950. — С. 31—50.
- Гражданско-правовая охрана социалистической собственности в СССР / А. В. Венедиктов. — М.; Л.: АН СССР, 1954. — 268 с.
- Организация государственной промышленности в СССР : В 2-х т. / А. В. Венедиктов. — Л.: Изд-во Ленингр. ун-та, 1957—1961.